# Perilampomyia aeschyli
Perilampomyia aeschyli är en stekelart som beskrevs av Girault 1931. Perilampomyia aeschyli ingår i släktet Perilampomyia och familjen puppglanssteklar. Inga underarter finns listade i Catalogue of Life.